# ایوب ذوالفقاری
ایوب ذوالفقاری (زادهٔ ۳ اسفند ۱۳۳۷) ورزشکار اهل ایران است.
او فعل حال مربی باشگاه تراکتور تبریز است.
وی در باشگاه فوتبال ماشین‌سازی تبریز بازی کرده است.